# Chalcis
Pour les articles homonymes, voir Chalcis (homonymie).
Ne doit pas être confondu avec Chálki.
Chalcis (en grec ancien Χαλκίς / Khalkís, en grec moderne Χαλκίδα / Chalkída) est la principale ville de l'île et du district régional d'Eubée, en Grèce, située sur le détroit de l'Euripe. Elle est le siège d'un dème (municipalité) de 102 223 habitants (2011) et d'une éparchie de l'Église de Grèce : la Métropole de Chalcis.
Autrefois importante cité antique, c'est aujourd'hui un centre agricole et agro-alimentaire : beurre, élevage et distilleries.

## Géographie
Chalcis est située à cheval sur le détroit de l’Euripe, sur le continent et sur l'île d'Eubée, à 78 km d'Athènes. Un pont mobile (dit «παλαια γεφυρα», vieux pont) relie les deux parties de la ville.
Plus à l'est, un pont moderne relie également l'île et le continent.
Le dème de Chalcis a été créé lors de la réforme territoriale de 2011 par la fusion de Chalcis avec quatre anciens dèmes: Anthidona, Avlida, Lilantia et Néa Artáki.
Le dème de Chalcis a une superficie de 424,766 km2, la ville Chalcis de 30,804 km2.

## Population
| 1981   | 1991   | 2001   | 2011   |
| ------ | ------ | ------ | ------ |
| 44 847 | 51 646 | 53 584 | 59 125 |

| 2021   | - | - | - |
| ------ | - | - | - |
| 64 490 | - | - | - |

## Économie
Chalcis est une ville portuaire. Cependant, elle est plus un port d'importation que d'exportation. Son trafic international y fait débarquer 1 200 à 1 300 tonnes de marchandises tous les ans, alors que ne sont embarquées que 70 à 80 tonnes. Ensuite, Chalcis redistribue ces marchandises en partie sous forme de cabotage local : entre 700 et 900 tonnes embarquées à destination de la Grèce contre entre 300 et 400 tonnes débarquées provenant de Grèce.

## Éducation
Son Institut Supérieur d'Enseignement Technique accueille en moyenne 300 enseignants et 5 500 étudiants pour 600 à 700 diplômés par an.

## Transports

### Axes routiers
Chacis est traversée par la route nationale 1, la route nationale 77 et la route nationale 44.

### Transport ferroviaire
La gare de Chalcis (en) est le terminus nord de la 
Ligne de Oinoi à Chalcis (en) et elle est desservie par la ligne 3 du réseau de trains de banlieue d'Athènes (en).

## Histoire

### Antiquité
Son nom vient de ses fabriques d'armes en bronze (en grec χαλκός / khalkós). La cité a livré peu d'éléments pour la période des âges obscurs (1200-800 av. J.-C.), mais le site de Lefkandi (correspondant sûrement à l'ancienne Érétrie) montre que l'Eubée était prospère à cette époque. Dans L'Iliade, Éléphénor, roi de Chalcis, dirige une flotte de quarante vaisseaux durant la Guerre de Troie. Dès le Xe siècle av. J.-C., Chalcis pratique non seulement le commerce maritime avec les Phéniciens, mais aussi avec les Tyrrhéniens. Au IXe siècle av. J.-C., c'est une cité puissante. L'emporion d'El Mina, en Phénicie (actuel Liban), est fondé à cette époque. Celui de Pithécusses (actuelle île d'Ischia, en Italie) est fondé entre 775 et 770 av. J.-C.. Au cours du VIIIe siècle av. J.-C., la monarchie est abolie. Elle est remplacée par une oligarchie. À cette époque, Chalcis est une cité commerçante d'où partent de nombreux colons. Ceux-ci fondent des cités à Cumes en Italie du sud, Naxos, Rhégion (aujourd'hui Reggio de Calabre), Catane, Léontinoï en Sicile, et en Chalcidique dans le nord de la mer Égée, où naissent ainsi plus de trente cités. Chalcis s'impose face à sa rivale Érétrie au VIIe siècle av. J.-C. après la Guerre lélantine et domine toute l'Eubée, mais est vaincue en 506 av .J.-C. par Athènes et demeure dans l'orbite de la cité attique pendant plusieurs siècles.
Chalcis participe en 480 à la bataille de Salamine avec 80 navires et a envoyé un contingent à la bataille de Platées.
Lorsque Démétrios Poliorcète devient roi de Macédoine en 294, Chalcis est contrainte d’accueillir, en raison de son positionnement stratégique, une garnison macédonienne. D'autres garnisons furent établies par les Macédoniens à Démétrias, à Corinthe et à Athènes au port du Pirée. Polybe surnomma ces garnisons « les entraves de la Grèce ». Le système des « entraves de la Grèce », permit aux rois macédoniens d'imposer leur domination sur la Grèce jusqu'en 197, lorsque Philippe V perdit la seconde guerre de Macédoine (200 - 197), face aux Romains.

### Période romano-byzantine
À l'instar du reste de la Grèce, Chalcis tombe peu à peu sous la domination de la République romaine aux IIIe et IIe siècles av. J.-C. En 27 av. J.-C., l'Empire romain est proclamé. Durant l'antiquité tardive et le Moyen Âge jusqu'au XIIIe siècle, Chalcis fait partie du thème de l'Hellade de l'Empire byzantin, c'est-à-dire l'Empire romain d'Orient, la seule partie de l'Empire romain à avoir survécu après 476.

### Période vénitienne
En 1210, à la suite de la quatrième croisade, Chalcis, devenue vénitienne, fait partie du Stato da Màr et prend le nom de Négrepont ou Negroponte, déformation du grec Egripos (variante d'Euripos). Elle devient une base de la marine vénitienne et connaît un regain de prospérité.

### Période ottomane
Le 12 juillet 1470, la ville est prise par les Ottomans, qui massacrent la quasi-totalité de sa population (4 000 personnes à ce moment). Au sein de la Grèce ottomane, elle reste une base navale dépendent du pachalik de l'Archipel, province maritime gouvernée par le Capitan Pacha (amiral ottoman en chef). Peuplée en majorité de musulmans, Chalcis est le chef-lieu du sandjak d'Eğriboz (prononciation turque d’Egripos) qui comprend l'Eubée, l'Attique et la Grèce centrale.
Pendant la guerre de Morée (1684-1699), le général vénitien Francesco Morosini l'assiège en 1688, mais il doit renoncer après avoir perdu 4 000 hommes dont son lieutenant Otto Wilhelm de Kœnigsmark, mort de la malaria.

### Époque contemporaine
La ville fut assiégée plusieurs fois par les Grecs au cours de leur guerre d'indépendance, mais ne fut jamais prise.
Après l'indépendance, les colons turcs et les autres musulmans d'Eubée furent autorisés à vendre leurs propriétés et à émigrer ; quelques centaines habitaient la ville au XIXe siècle. L'une de leurs mosquées a été conservée, les autres ont été converties en églises ou en casernes. Les minarets de Chalcis étaient largement décrits dans les récits des voyageurs occidentaux.
En 1904, Chalcis fut reliée à Athènes et au Pirée par le chemin de fer. Cela lui donna un nouveau dynamisme.
La ville au début du XXe siècle était divisée en deux parties bien distinctes : la vieille ville dans les remparts (le kastro) où habitaient les populations juive et musulmane ; et le faubourg moderne, peuplé majoritairement de Grecs, dont de nombreux réfugiés d'Asie mineure chassés d'Anatolie selon les dispositions du traité de Lausanne (1923). Pendant la Seconde Guerre mondiale, la population juive a été presque entièrement déportée en 1943-1944 par les autorités d'occupation du Troisième Reich.
La ville a accueilli les 34e championnats d'Europe de karaté en mai 1999.

## Monuments et musées
L’ancien musée archéologique de Chalcis accueille en moyenne 1 300 visiteurs par an. Un nouveau musée, baptisé « Arethousa archaeological museum » ouvre le 24 mai 2021 dans un bâtiment industriel rénové  sans que l'ancien musée ne soit fermé pour autant (toujours visitable en mai 2024).

## Jumelages
| Ville | Ville              | Pays | Pays      |
| ----- | ------------------ | ---- | --------- |
|       | Menden (Sauerland) |      | Allemagne |

## Personnalités
- Aristote (384-322 avant J.-C.), philosophe, vit à Chalcis la dernière année de sa vie (323-322 avant J.-C.)
- Sotiria Bellou (1921-1997), chanteuse native de Chalcis
- Angelos Basinas (1976-présent), footballeur natif de Chalcis
- Isée (420-340 avant J.-C.), orateur attique natif de Chalcis
- Nikolaos Kalogeropoulos, Premier ministre de Grèce natif de Chalcis
- Lycophron (320-280 avant J.-C.), poète natif de Chalcis
- Orestis Makris (1898-1975), acteur et ténor natif de Chalcis
- Dimitris Mytaras (1934-2017), peintre natif de Chalcis
- Nikos Skalkottas (1901-1949), compositeur natif de Chalcis
- Xénophile (IVe siècle av. J.-C.), philosophe pythagoricien et musicien natif de Chalcis.